# Jiayou

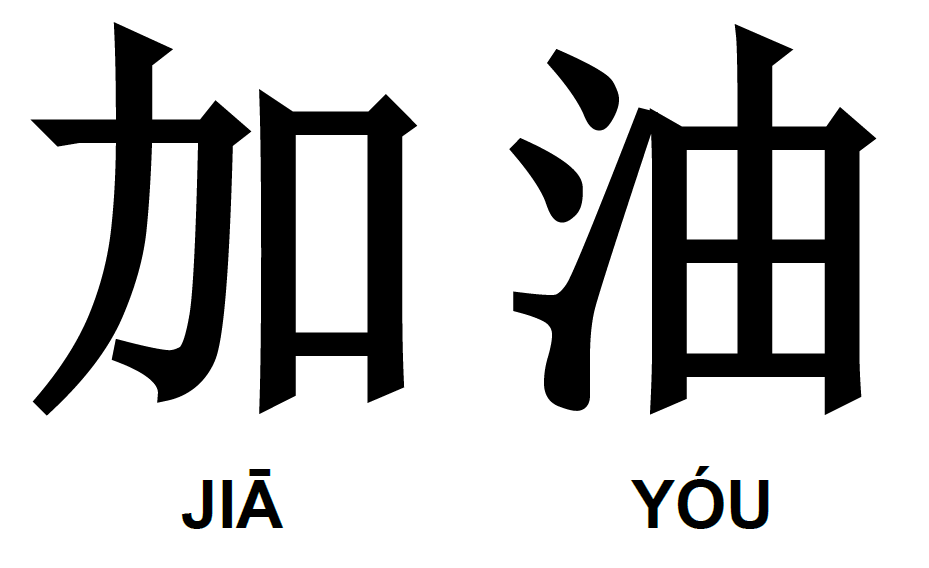

Jiayou (加油S, jiā yóuP) è un'espressione cinese di incoraggiamento.
Il termine è diventato popolare dopo essere stato designato come incoraggiamento ufficiale alle Olimpiadi del 2008. È stato nuovamente utilizzato all'interno dell'espressione "Wuhan jiayou" durante la pandemia di COVID-19 in Cina. In Italia è diventato un tormentone della decima edizione di MasterChef Italia.